# Tour des Flandres 1996
La 80e édition du Tour des Flandres a eu lieu le 7 avril 1996 et a été remportée en solitaire par l'Italien Michele Bartoli.
La course disputée sur un parcours de 269 kilomètres est l'une des manches de la Coupe du monde de cyclisme sur route 1996.

## Classement
| #  | Coureur               | Équipe                  |    | Temps           |
| -- | --------------------- | ----------------------- | -- | --------------- |
| 1  | Michele Bartoli       | MG Maglificio-Technogym | en | 6 h 27 min 00 s |
| 2  | Fabio Baldato         | MG Maglificio-Technogym |    | 55 s            |
| 3  | Johan Museeuw         | Mapei-GB                |    | 55 s            |
| 4  | Viatcheslav Ekimov    | Rabobank                |    | 55 s            |
| 5  | Fabiano Fontanelli    | MG Maglificio-Technogym |    | 55 s            |
| 6  | Andreï Tchmil         | Lotto-Isoglass          |    | 55 s            |
| 7  | Laurent Brochard      | Festina-Lotus           |    | 55 s            |
| 8  | Alexander Gontchenkov | Roslotto-ZG Mobili      |    | 55 s            |
| 9  | Rolf Sørensen         | Rabobank                |    | 55 s            |
| 10 | Peter Van Petegem     | TVM-Farm Frites         |    | 55 s            |